# Biathlon aux Jeux paralympiques de 2018 – Malvoyant Hommes
Navigation
Sotchi 2014 Pékin 2022
Les épreuves de Biathlon aux Jeux paralympiques d'hiver de 2018 se tiendront le 10 mars 2018, 13 mars 2018 et 16 mars 2018 au centre de biathlon d'Alpensia.
Trois types d'épreuves individuelles pour les hommes malvoyants sont présents :
- Distances courtes : Messieurs : 7,5 km
- Distances moyennes : Messieurs : 12,5 km
- Distances longues : Messieurs : 15 km

## 7,5 km
| Rang                                   | Athlète               | Nationalité  | Catégorie | Pénalités | Temps         |
| -------------------------------------- | --------------------- | ------------ | --------- | --------- | ------------- |
| Médaille d'or, Jeux paralympiques      | Vitaliy Lukyanenko    | Ukraine      | B3        | 0 (0+0)   | 19 min 51 s 0 |
| Médaille d'argent, Jeux paralympiques  | Yury Holub            | Biélorussie  | B3        | 1 (0+1)   | 20 min 05 s 1 |
| Médaille de bronze, Jeux paralympiques | Anatolii Kovalevskyi  | Ukraine      | B2        | 1 (0+1)   | 20 min 30 s 1 |
| 4                                      | Iaroslav Reshetynskyi | Ukraine      | B2        | 1 (1+0)   | 20 min 33 s 8 |
| 5                                      | Iurii Utkin           | Ukraine      | B2        | 2 (2+0)   | 21 min 23 s 1 |
| 6                                      | Dmytro Suiarko        | Ukraine      | B2        | 2 (0+2)   | 21 min 54 s 8 |
| 7                                      | Zebastian Modin       | Suède        | B1        | 5 (4+1)   | 21 min 59 s 3 |
| 8                                      | Oleksandr Kazik       | Ukraine      | B1        | 3 (2+1)   | 22 min 02 s 8 |
| 9                                      | Nico Messinger        | Allemagne    | B2        | 1 (1+0)   | 22 min 44 s 2 |
| 10                                     | Vasili Shaptsiaboi    | Biélorussie  | B2        | 5 (3+2)   | 23 min 00 s 9 |
| 11                                     | Anthony Chalençon     | France       | B1        | 3 (1+2)   | 23 min 47 s 8 |
| 12                                     | Oleksandr Makhotkin   | Ukraine      | B3        | 2 (1+1)   | 23 min 48 s 9 |
| 13                                     | Thomas Dubois         | France       | B1        | 4 (3+1)   | 24 min 04 s 3 |
| 14                                     | Bogue Choi            | Corée du Sud | B3        | 1 (0+1)   | 25 min 19 s 2 |
| 15                                     | Kazuto Takamura       | Japon        | B1        | 2 (1+1)   | 25 min 46 s 2 |
| 16                                     | Piotr Garbowski       | Pologne      | B3        | 7 (4+3)   | 26 min 32 s 2 |
| 17                                     | Kairat Kanafin        | Kazakhstan   | B2        | 5 (2+3)   | 26 min 51 s 5 |